# Шульгинская (бывший Тарнянский сельсовет, Шенкурский район)
Шульгинская — деревня в Шенкурском районе Архангельской области. Входит в состав муниципального образования «Никольское».

## География
Деревня расположена в южной части Архангельской области, в таёжной зоне, в пределах северной части Русской равнины, в 36 километрах на запад от города Шенкурска, на левом берегу реки Тарня, притока реки Ледь. Ближайшие населённые пункты: на востоке деревня Лепшинская, на северо-западе деревня Рыбогорская, на юге, на противоположенном берегу реки, деревня Анисимовская.
Часовой пояс
Шульгинская, как и вся Архангельская область, находится в часовой зоне МСК (московское время). Смещение применяемого времени относительно UTC составляет +3:00.

## Население
| 2002 | 2010 | 2012 |
| ---- | ---- | ---- |
| 8    | ↗9   | ↘7   |

## История
До момента образования Тарнянской волости в 1897 году деревня входила в состав Великониколаевской волости Шенкурского уезда.
В «Списке населенных мест Архангельской губернии к 1905 году» деревня Шульгинская насчитывает 11 дворов, 44 мужчины и 47 женщин. В административном отношении деревня входила в состав Тарнянского сельского общества Тарнянской волости.
На 1 мая 1922 года в поселении 20 дворов, 26 мужчин и 42 женщины.
С 2006 года по 2012 год деревня входила в состав Тарнянского сельского поселения.